# Sassenay
Sassenay este o comună în departamentul Saône-et-Loire, Franța. În 2009 avea o populație de 1.532 de locuitori.

## Evoluția populației
| An        | 1975 | 1982  | 1990  | 1999  | 2006  | 2009  |
| --------- | ---- | ----- | ----- | ----- | ----- | ----- |
| Populație | 870  | 1.051 | 1.263 | 1.402 | 1.476 | 1.532 |